# Sous deux drapeaux
Pour les articles homonymes, voir Under Two Flags.
Pour plus de détails, voir Fiche technique et Distribution.
Sous deux drapeaux (titre original : Under Two Flags) est un film américain  en noir et blanc réalisé par Frank Lloyd, sorti en 1936.

## Synopsis
Victor rejoint la Légion étrangère avec son fidèle valet Rake. Sa compagnie est attaquée alors qu'elle escorte une caravane. Les rescapés rejoignent ensuite un bataillon stationné dans le sud algérien. Son nouveau commandant est le major Doyle, qui devient jaloux lorsque Cigarette, une chanteuse de café, perd son cœur au profit de Victor. Cependant, Victor et une Anglaise raffinée en visite, Lady Venetia, tombent amoureux. Cigarette le découvre et a le cœur brisé. Doyle découvre les vrais sentiments de Cigarette. Pendant ce temps, une sculpture d'un cheval créée par Victor conduit Lady Venetia à découvrir par son oncle, Lord Seraph, qu'un certain officier anglais a quitté l'Angleterre en raison d'un scandale. Il s'avère que l'officier protégeait son jeune frère. Le frère a rencontré plus tard un accident mortel, mais a vécu assez longtemps pour disculper Victor.
Lorsque les troubles arabes menacent d'éclater en conflit ouvert, Doyle reçoit l'ordre de l'empêcher. Il envoie Victor en mission suicidaire sur mission suicidaire pour tenter de se débarrasser de son rival, mais le sergent revient à chaque fois indemne. Puis Doyle lui ordonne de prendre 20 hommes pour occuper un fort isolé, où ils sont entourés par une force arabe beaucoup plus importante. Cigarette apprend ce que fait Doyle et part dans le désert. Doyle se repent de ses actions et dirige une force de secours, mais Victor ne peut que regarder, impuissant, alors qu'ils marchent dans un piège. Ils parviennent à tenir jusqu'à ce que la tombée de la nuit mette temporairement fin aux combats. Victor se faufile, déguisé en Arabe, et rend compte à Doyle. Lorsque Doyle lui dit que des renforts pourraient arriver à midi le lendemain, Victor se porte volontaire pour gagner du temps avec un stratagème de sa propre invention.
Victor se rend chez Sidi-Ben Youssiff, le leader arabe, qui s'avère avoir été un camarade de classe à Oxford . Victor lui dit qu'il y a une force britannique à l'arrière des Arabes. Sidi-Ben Youssiff se moque de l'idée que les Français autoriseraient les troupes britanniques sur leur territoire, mais Victor le persuade d'envoyer des éclaireurs pour vérifier. Ils ne trouvent rien, mais avant que Sidi-Ben Youssiff ne puisse exécuter Victor, des chasseurs français (trouvés par Cigarette pendant la nuit et informés de la situation critique du bataillon) attaquent le camp arabe, mettant les Arabes en déroute et mettant fin à la révolte. Pendant les combats, Cigarette est abattu et meurt dans les bras de Victor.
Par la suite, Victor est montré en civil tenant la main de Lady Venetia lors d'une cérémonie en l'honneur de Cigarette.

## Fiche technique
- Titre : Sous deux drapeaux
- Titre original : Under Two Flags
- Réalisation : Frank Lloyd

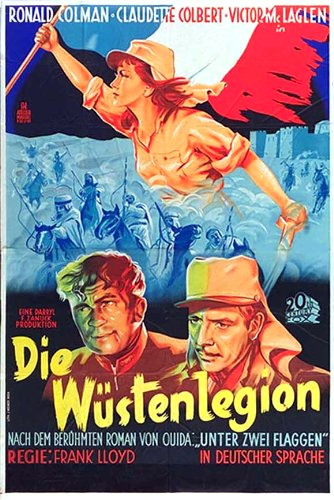
Affiche allemande du film.

- Scénario : W.P. Lipscomb et Walter Ferris d'après un roman de Ouida
- Directeur musical  : Louis Silvers
- Musique : R.H. Bassett, David Buttolph et Cyril J. Mockridge (non crédités)
- Image : Ernest Palmer
- Photographie additionnelle : Sidney Wagner (scènes de bataille)
- Montage : Ralph Dietrich
- Direction artistique : William S. Darling
- Décorateur de plateau : Thomas Little
- Costumes : Gwen Wakeling
- Producteurs : Raymond Griffith (producteur associé), Joseph M. Schenck (non crédité), et Darryl F. Zanuck
- Société de production : Twentieth Century Fox
- Pays de production :  États-Unis
- Langue originale : anglais américain
- Format : noir et blanc — son : mono (Western Electric Noiseless Recording)
- Genre : aventure
- Durée : 112 minutes
- Dates de sortie :
  - États-Unis : 1er mai 1936
  - France : 14 octobre 1936

## Distribution
- Ronald Colman (VF : Jacques Dumesnil) : sergent Victor
- Claudette Colbert (VF : Madeleine Larsay) : Cigarette
- Victor McLaglen (VF : Alfred Argus) : J.C. Doyle
- Rosalind Russell (VF : Simone Lenerel) : Lady Venetia Cunningham
- Gregory Ratoff : Ivan
- Nigel Bruce : capitaine Menzies
- C. Henry Gordon : lieutenant Petaine
- Herbert Mundin : Rake
- John Carradine : Cafard
- Lumsden Hare : Lord Seraph
- J. Edward Bromberg : le colonel Ferol
- Onslow Stevens : Sidi-Ben Youssiff
- Fritz Leiber : Le Gouverneur
- William Ricciardi : le père de Cigarette
- Frank Reicher : le général français

Acteurs non crédités
- Steve Clemente : le lanceur de couteaux
- Jean De Briac : un garde d'honneur
- Gaston Glass : un adjudant
- Fred Malatesta : un lieutenant des chasseurs
- Merrill McCormick : un soldat de la 17e Compagnie
- Louis Mercier : Barron
- George Regas : Keskerdit
- Rolfe Sedan : Mouche